# Mosoni-Duna
A Mosoni-Duna a Duna folyam jobbparti fattyúága. A szlovákiai Oroszvár  (szlovákul Rusovce) és Dunacsún (Čunovo) között ágazik ki a Dunából. Végig kanyarog a Szigetköz déli oldalán és 125 km megtétele után Véneknél ömlik vissza a Dunába. Magyarországi szakasza 121,5 km. Győrnél ömlik bele a Rábca és a Rába.
A Mosoni-Duna Győr legjelentősebb folyója. A középkorban a vár védelmében volt szerepe, ma a városrészeket választja el egymástól.

## Története
A Kisalföld egész területén hárommillió évvel ezelőtt még a Pannon-tenger hullámzott. A nyugatról ebbe torkollt folyók hordalékának köszönhetően a terület félsós deltavidékké alakult, majd végleg szárazulattá vált. A pliocén kor végére az Ős-Duna Kárpát-medencébe való betörési pontja megváltozott folyásiránya, a korábbi déliről kelet felé fordult, így kialakult a mai vízrendszer ősi formája.
A Mosoni-Duna vízrendszere a Lajta folyó, a Lajta bal parti csatorna és a Lajta jobb parti csatorna dombvidéki vízgyűjtőjét, valamint a Rábca vízgyűjtőjét foglalja magába. A Lajta magyarországi vízgyűjtő területe 71,2 km². Ezen területen a folyó alsó-szakasz jellegű, kis esésű. A Lajta-menti területek talaja erősen vízvezető, általában vékony fedőréteggel, ezért árvízkor nagy mennyiségű fakadóvíz keletkezik. A Rábca teljes vízgyűjtő területe 4 886 km². A Fertő tó és a Répce árapasztó hatása miatt a redukált vízgyűjtő terület a Hanság-főcsatorna torkolatáig 2 000 km². A csatorna belvizeken kívül külvizeket is befogad. Befogadója a Mosoni-Duna. A vízfolyás része az Ikva-Hanság-Rábca levezetőrendszernek. Felső szakasza a belvizek levezetésén kívül öntözésre szolgál a Nyirkai, a Királytói és a Kisrábatoroki duzzasztók segítségével.
A szabályozás előtt a Duna árhullámai szabadon folytak a medrében, ezért tekintélyes nagyságú meder alakult ki, mely nagyobbnak látszik, mint amit a folyó mai vízhozama kialakíthat. Szélessége 100-120 méter, mélysége 3-4 méter. Szabályozás előtti vizei gyakran pusztítottak Győr környékén. Ezért a Mosoni-Duna alsó szakaszán a győri oldalon Vénektől Mecsérig, a szigetközi oldalon a torkolattól Dunaszentpálig árvízvédelmi töltéseket építettek. A szabályozáshoz tartozó munka volt az Iparcsatorna megépítése is.
1980-1984 között Győr felett elvégezték a „püspökerdei átmetszést”, amely a Szúnyog-sziget keleti végétől indulva, délkeleti irányban nyílegyenesen vezet  a Rábca torkolatához. Az „új” meder hossza 2200 méter, ami 4250 méter hosszú szakaszt rövidített le. A töltések magassága 115,9 méter. A fenékszélessége 75 méter, a tetőszélessége 120 méter. A töltések tengelytávolsága 250 méter. Az új folyószakasz 2,5-3 méter mély. Az új egyenes szakasz vize lassú folyású, így remek csónakpályává alakítható. Akár nemzetközi versenyek is megrendezésére alkalmas.
Itt a régi medret az új kiágazásánál és a torkolatánál egy-egy zsilippel lezárták. Itt egy igen lassú folyású mesterséges morotva alakult ki, amely fürdésre kitűnően alkalmas, és a győriek Aranypartnak nevezik.
Az éles külpolitikai csatározásokkal kísért, valamint a zöldmozgalmi szervezetek részéről számos jogos kritikával kifogásolt Bős–nagymarosi vízlépcső építése során a Duna elterelése 1992. október 24-én történt meg: a csehszlovák építők Dunacsúnnál, a Duna 1851,75 folyamkilométerénél, mintegy 40 kilométer hosszúságban, a régi meder elzárásával a szlovák területen épült üzemvízcsatornába terelték a Duna vizét. A lépés folyományaként az eredeti főágban bekövetkezett jelentős vízhozam-csökkenés okozta kiszáradás, feliszapolódás és talajvízszint-csökkenés felborította a Szigetköz ökológiai és hidrobiológiai egyensúlyát.
Az ezt követő évtizedben a Mosoni-Dunaágon számos vízügyi beavatkozás (például fenékküszöbök és zsilipek építése) elvégzését tette szükségessé. 2017-2022 között a Szigetköz vízgazdálkodási problémáinak (azaz a korábbi medersüllyedés, majd pedig a szlovák erőmű miatt tartósan lecsökkent vízhozam és vízszint) hosszú távú megoldása érdekében a Gönyűi kikötővel szemben, a véneki torkolatnál elhelyezkedő Tordai-szigeten kétnyílású vízszintszabályozó műtárgy, zsilip és hallépcső épült.

## A Mosoni-Duna partján lévő települések
- A Mosoni-Duna bal oldalán (Szigetköz)

Dunakiliti - Feketeerdő – Mosonmagyaróvár – Halászi – Máriakálnok – Kimle – Darnózseli – Hédervár – Dunaszentpál – Dunaszeg – Győrladamér – Győrzámoly – Győrújfalu – Győr – Vének
- A Mosoni-Duna jobb oldalán (Kisalföld)

Dunacsún (Cunovo) – Rajka – Bezenye – Mosonmagyaróvár – Kimle - Mecsér – Kunsziget – Győr.

## Külső hivatkozások
- aktuális vízállás adatok
- http://www.edukovizig.hu/?q=mosoni_duna
- https://web.archive.org/web/20070702064817/http://kenubt.hu/ajanlott-utvonalaink/mosoni-duna-kezdoknek
- http://sylvester.thomi.hu/galeria/thumbnails.php?album=77
- https://web.archive.org/web/20070802201148/http://www.dunamuzeum.hu/modules.php?name=News&file=article&sid=25
- https://web.archive.org/web/20120106000635/http://szigetkoz.eu/tajertekek/taj_revfalu/revfalu.html